# Gabi Fernandez
Gabriel Garcia Fernandez (Carolina, 8 de janeiro de 1999) é um jogador de voleibol porto-riquenho naturalizado norte-americano que atua na posição de oposto.

## Carreira

### Clubes
Gabriel começou a jogar voleibol aos 12 anos de idade nas categorias de base do Borinquén Coqui Volleyball Club, em San Juan, Porto Rico. Em 2018, ao se mudar para os Estados Unidos, jogou a liga de voleibol universitário pela Universidade Brigham Young, até se formar em 2021.
Em maio de 2021, o oposto assinou o seu primeiro contrato profissional com Cucine Lube Civitanova para disputar a primeira divisão italiana na temporada 2021–22. Disputando seu primeiro mundial de clubes, o porto-riquenho foi vice-campeão ao perder a final para o Sada Cruzeiro Vôlei, por 3 sets a 0, no Campeonato Mundial de Clubes de 2021.
Ao término da temporada 2022–23, Garcia foi anunciado como o novo reforço do Pallavolo Padova. Após três temporadas disputando o Campeonato Italiano, Garcia se transferiu para o voleibol grego após assinar com o AO Milon Neas Smyrnis.

### Seleção
Pelas categorias de base, disputou o Campeonato Mundial Sub-19 de 2015, onde ficou na décima nona colocação. Conquistou a medalha de bronze na Copa Pan-Americana Sub-19 de 2017 ao derrotar a seleção colombiana por 3 sets a 1, sendo eleito o melhor oposto do torneio.
Fez sua estreia na seleção adulta porto-riquenha na Copa dos Campeões da NORCECA de 2019, onde ficou na última colocação. Dois anos após conquistou seu primeiro título com a seleção ao derrotar a seleção canadense na final do Campeonato NORCECA de 2021, garantindo vaga para o Campeonato Mundial de 2022.

## Vida pessoal
Em 2022, Garcia adquiriu a cidadania esportiva norte-americana para posteriormente defender a Seleção dos Estados Unidos. Após a aprovação da Federação Internacional de Voleibol (FIVB), Gabi teve que esperar dois anos para representar a seleção norte-americana em um evento oficial.
Em maio de 2024, Garcia foi convocado para disputar as partidas da primeira semana da Liga das Nações, na Turquia. Em sua primeira partida vestindo a camisa dos Estados Unidos, Garcia foi o maior pontuador da equipe norte-americana, marcando 11 pontos na derrota por 3 sets a 0 para a Polônia.

## Títulos
Cucine Lube Civitanova
- Campeonato Italiano: 2021–22

## Clubes
| Anos      | Clube                  |
| --------- | ---------------------- |
| 2021–2023 | Cucine Lube Civitanova |
| 2023–2024 | Pallavolo Padova       |
| 2024–     | AO Milon Neas Smyrnis  |

## Prêmios individuais
- 2017: Copa Pan-Americana Sub-19 – Melhor oposto